# Karthalu, Krishnarajanagara
Karthalu là một làng thuộc tehsil Krishnarajanagara, huyện Mysore, bang Karnataka, Ấn Độ.